# Josiel Núñez
Pour les articles homonymes, voir Núñez.
Josiel Alberto Núñez Rivera, né le 29 janvier 1993 à Panama, est un footballeur international panaméen, qui joue au poste de milieu de terrain au Recreativo de Huelva.

## Biographie

### Carrière en club
Le 16 juin 2016, il est prêté à l'Atlético Venezuela, qui évolue en Primera División. Puis, le 3 juillet, il fait ses débuts en Primera División face aux Estudiantes de Mérida, lors d'une défaite 1-0.

### Carrière internationale
Josiel Núñez compte 11 sélections et 1 but avec l'équipe du Panama depuis 2014.
Il est convoqué pour la première fois en équipe du Panama par le sélectionneur national Hernán Darío Gómez, pour un match amical contre le Pérou le 6 août 2014. Il commence la rencontre comme titulaire, et sort du terrain à la 80e minute de jeu, en étant remplacé par Gabriel Chiari. Le match se solde par une défaite 3-0 des Panaméens. 
Le 15 janvier 2017, il inscrit son premier but contre le Nicaragua, lors de la Copa Centroamericana 2017, lors d'une victoire 2-1 des Panaméens. Puis, le 22 juin, il fait partie des 23 appelés par le sélectionneur national pour la Gold Cup 2017, où il joue deux rencontres.

## Palmarès
- Avec le Plaza Amador
  - Champion du Panama en 2016 (clôture)